# Apanteles duplicatus
Apanteles duplicatus är en stekelart som beskrevs av Brethes 1922. Apanteles duplicatus ingår i släktet Apanteles och familjen bracksteklar. Inga underarter finns listade i Catalogue of Life.